# Simas Kudirka
Simas Kudirka (* 9. April 1930 in Griškabūdis, Rajongemeinde Šakiai; † 11. Februar 2023 in Pilviškiai, Rajongemeinde Vilkaviškis) war ein litauischer Seemann, der aus der Sowjetunion flüchtete.

## Leben
1952 absolvierte Kudirka die Seefahrtschule Klaipėda in der litauischen Hafenstadt. Von 1956 bis 1970 arbeitete er als Radarmechaniker in der Fischerei-Flotte Klaipėda. Am 23. November 1970 wechselte er während des Gipfels der Fischereiorganisation der USA und der UdSSR in den Hoheitsgewässern der USA vom Schiff „Sowjetisches Litauen“ der Klaipėda-Kühlschiffflotte der Sowjetunion zum US-Küstenwachschiff „Vigilant“ und beantragte politisches Asyl. Die Beamten der US-Küstenwache erlaubten den Sowjets an Bord des amerikanischen Schiffs zu kommen und den Asylsuchenden festzunehmen. Die Sowjets schlugen den Litauer auf dem Deck des US-Schiffs und nahmen ihn von dort mit. Kudirka wurde als Landesverräter angeklagt und mit einem Jahrzehnt im Gefängnis bestraft.
Als diese Geschichte die US-Medien erreichte, kam es zu riesigen Protesten im Land. Die größten US-Tageszeitungen, US-Presse, Fernseh- und Radiosender in den USA und insbesondere die Protestdemonstrationen von „Voice of America“ verurteilten die Handlungen der US-amerikanischen und sowjetischen Beamten. Die Amerikaner verlangten Hilfe für einen Mann, der einfach dem Regime entkommen wollte. Nach vier Jahren wurde Kudirkas Schicksal auf internationaler Ebene behandelt, nachdem bekannt wurde, dass Kudirkas Mutter in den USA geboren wurde und damit die US-Staatsbürgerschaft besaß und sein Vater unbekannt war, wurde deutlich, dass auch er eine staatsbürgerliche Verbindung zu den USA besaß. US-Präsident Gerald Ford verhandelte mit Vertretern der Sowjetunion, schließlich wurde Kudirka 1974 aus dem Gefängnis entlassen. Ihm wurde die US-Staatsbürgerschaft gewährt und zusammen mit seiner Frau – die 2015 starb –, seiner Mutter sowie den beiden Kindern – die noch heute dort leben – siedelte er in die USA über.
2000 kehrte Simas Kudirka nach Litauen zurück. Er lebte in Pilviškiai bei Vilkaviškis, im Bezirk Marijampolė.
Mit L. Eiche schrieb er das Buch For those still at sea (1978).

## Ehrung
- 2008: Orden des Vytis-Kreuzes

## Filme
- Algimantas Kezys drehte den Dokumentarfilm Simas Kudirka In Chicago (1974)
- Der amerikanische Regisseur David Lowell Rich (1920–2001) produzierte den TV-Film (The Defection of Simas Kudirka, 1978), in dem Alan Wolf Arkin (1934–2023) den Seemann Simas Kudirka spielte.
- Giedre Zickyte war Regisseurin des Dokumentarfilms Sprung in die Freiheit – Eine Geschichte aus dem Kalten Krieg (vom WDR 2021 ausgestrahlt).